# HD68725
HD68725 — хімічно пекулярна зоря спектрального класу F2, що має видиму зоряну величину в смузі V приблизно  6,8.
Вона  розташована на відстані близько 454,9 світлових років від Сонця.